# В дороге
«В доро́ге» (иногда переводится как «На доро́ге», англ. On the Road) — роман американского писателя Джека Керуака. Книга была написана в 1951 году, и в то время, когда рукопись неоднократно отвергалась издателями, Керуак активно редактировал и дополнял роман вплоть до его публикации в 1957 году издательством Viking Press. Первый перевод фрагментов романа на русский язык был сделан В. К. Ефановой и появился в 1960 году в журнале «Иностранная литература»; роман был представлен тремя частями, получившими названия «Мексиканочка», «Джаз разбитого поколения» и «По горам и долам Вселенной». Отдельным изданием книга вышла в 1995 году.
Несмотря на негативную реакцию критиков, роман стал бестселлером и принёс Керуаку признание в качестве автора, впоследствии утвердившись в статусе классики американской прозы. Произведение, наравне с «Голым завтраком» Уильяма Берроуза и «Воплем» Аллена Гинзберга, считается важнейшим образцом литературы бит-поколения. Роман включён в списки «100 лучших англоязычных романов с 1923 по 2005 год» по версии Time, «100 книг века» по версии Le Monde, «200 лучших книг» по версии BBC, «100 лучших романов» по версии Новейшей библиотеки и «100 величайших романов всех времён» по версии The Observer.
К 2001 году в США было распродано более 3,5 миллиона экземпляров книги, ежегодные продажи романа составляют от 110 до 130 тысяч единиц.
Книга повествует о путешествиях Джека Керуака и его близкого друга, Нила Кэссиди, по территории Соединённых Штатов Америки и Мексики. Фрэнсис Форд Коппола получил права на экранизацию романа, фильм вышел в 2012 году.

## История создания
Бо́льшую часть детства Нил Кэссиди, будущий герой книги и закадычный друг её автора, провёл с отцом-алкоголиком в Денвере, штат Колорадо; Нил с малолетства просил милостыню, собирая своему родителю на очередную бутылку, а в четырнадцать впервые угнал автомобиль. К восемнадцати Нил решил посвятить себя поэзии с философией и поступить в Колумбийский университет, а через некоторое время был представлен молодому Джеку Керуаку, с которым быстро сошёлся. К двадцати одному году на счету Нила было уже 500 угнанных машин, 10 арестов, 6 обвинительных приговоров и 15 месяцев, проведённых в тюрьме. Нил хотел, чтобы Джек научил его писа́ть, а Джек хотел научиться жить, — и эти двое стали закадычными друзьями. Керуак с Кэссиди совершили множество путешествий с одного конца континента в другой, по пути употребляя наркотики, пьянствуя и упиваясь звуками джаза, раздававшимися из радиоприёмника.
Во время этих странствий Керуак непрестанно записывал их приключения. Множество этих дневниковых записей, позже изданных отдельными книгами, слово в слово были перенесены на страницы романа «В дороге».
По-настоящему, это история двух дружбанов-католиков, колесящих по стране в поисках Бога. И мы его сумели-таки найти. Я нашёл его в небе, на Маркет-стрит, в Сан-Франциско (те самые два видения), а у Дина (Нила) Бог всю дорогу струился по́том по лбу. Для праведника другого пути не бывает: во имя Бога ему следует исходить по́том. И как только Его удаётся найти, он навсегда водворяется в своей Божественности, и честное слово — больше об этом говорить не следует.
Оригинальный текст (англ.)It was really a story about two Catholic buddies roaming the country in search of God. And we found him. I found him in the sky, in Market Street San Francisco (those 2 visions), and Dean (Neal) had God sweating out of his forehead all the way. THERE IS NO OTHER WAY OUT FOR THE HOLY MAN: HE MUST SWEAT FOR GOD. And once he has found Him, the Godhood of God is forever Established and really must not be spoken about
— Джек Керуак
Эти путешествия, как и сама дружба с Нилом, впоследствии легли в основу романа, который был опубликован десятилетие спустя после первых записей, сделанных Керуаком. Автор множество раз откладывал дальнейшую работу над книгой, занимаясь другими произведениями; в частности, параллельно с «В дороге» Керуак писал романы «Доктора Сакса» и «Городок и город». И лишь когда последний был принят к публикации в 1949 году, автор вернулся к отложенному «В дороге». Вместе с тем, Керуак продолжал трудиться на разных низкооплачиваемых работах для поддержания своей тяги к путешествиям («на протяжении следующих шести лет я бездельничал, был кондуктором, моряком, нищим, выдавал себя за индейца в Мексике, в общем, был и тем, и сем»). В начале 1950-х, до публикации «В дороге», Керуак также создал несколько произведений, ставших характерными образчиками его прозы, — романы «Видения Коди» и «Подземные», повесть «Тристесса». Тогда же Керуак увлёкся буддизмом, что оказало большое влияние на его творчество, особенно заметное по книге «Бродяги Дхармы» . И в то же время подспудное обдумывание будущего романа продолжалось, в дневниках Керуака остались многочисленные варианты названия, которые перебирались и отметались одно за другим — «Души в дороге», «Дом и дорога», «Ночью в дороге», «Любовь в дороге», «Вдаль по дикой дороге», и наконец финальный — самый короткий и ёмкий вариант — нынешнее название.
Первую версию «В дороге» автор закончил в 1951 году после трёх недель непрерывной работы, напечатав на пишущей машинке за 21 день 125 тыс. слов. По рассказам самого Керуака, его выводила из себя необходимость постоянно вставлять в машинку чистые листы. Тогда он склеил множество листов японской бумаги и использовал получившийся 36-метровый рулон для непрерывной печати.
Позднее такой метод работы Керуак назвал «спонтанной прозой».
Наибольшее влияние на произведение оказал роман Берроуза «Джанки», стилем которого восхищался Керуак, приняв его на вооружение. Ещё одна книга, сильно повлиявшая на Керуака, это «Путешествие Пилигрима в Небесную Страну» Джона Баньяна.
Кроме того, свою роль сыграло желание Керуака не отстать от своего друга Джона Холмса, в те времена как раз закончившего свой первый «бит-роман» «Go». Керуак писал:
Написание романа «В дороге» заняло у меня три недели. На дворе стоял чудесный май 1951 года. В то время я находился в Челси (Нижний Вест-Сайд Манхэттена). В романе я словами выражаю суть «поколения битников» и по случаю рассказываю, где я принимаю участие в совершенно отвязной университетской вечеринке с толпой ребят в заброшенной шахтёрской хижине.
Оригинальный текст (англ.)I wrote On the Road in three weeks in the beautiful month of May 1951 while living in the Chelsea district of lower West Side Manhattan, on a 100-foot roll and put the Beat Generation in words in there, saying at the point where I am taking part in a wild kind of collegiate party with a bunch of kids in an abandoned miner's shack.
— Джек Керуак, «Истоки „Разбитого поколения“»
Издатель «В дороге» долго сомневался, оставить ли название произведения авторским; на этом настаивал Керуак, считавший, что именно такое заглавие — «В дороге» — лучше всего отражает «плутовской» тон романа. Заглавие Керуаку удалось отстоять, но, получив первый экземпляр своей книги, он всё же был немного раздражён. Писателя задело чрезмерное, на его взгляд, количество исправлений, внесённых редактором Малкольмом Коули без уведомления автора.

## Сюжет
1947: Нью-Йорк → Чикаго → Ньютон → Стюарт → Шайенн → Денвер → Централ Сити → Солт-Лейк-Сити → Сан-Франциско → Мэрин-Сити → Голливуд → Лос-Анджелес → Сельма → Далхарт → Индианаполис → Гаррисберг → Нью-Йорк

1949: Роки-Маунт → Алжир→ Сан-Франциско → Нью-Йорк

1950: Нью-Йорк → Терре-Хот → Сент-Луис → Денвер → Амарилло → Сан-Антонио → Ларедо → Нуэво-Ларедо → Идальго → Льера-де-Каналес → Мехико
Роман автобиографичен и представляет собой художественное описание путешествия двух друзей — Сала Парадайза (Джек Керуак) и Дина Мориарти (Нил Кэссиди) — по Соединённым Штатам и Мексике. Книга состоит из пяти частей, повествование ведётся от лица Сала Парадайза.
В первой части произведения, начинающейся зимой 1947 года, молодой и недавно женившийся (на Луан Хендерсон) Дин Мориарти приезжает в Нью-Йорк. Через своего друга Карло Маркса (Аллен Гинзберг) он заводит знакомство с писателем Салом Парадайзом, талант которого приводит его в восхищение. Парадайз проникается глубокой ответной симпатией к Мориарти. Став закадычными друзьями, они вдвоём проводят последующие три года в путешествиях по США. Затем, расставшись с другом, Сал решается отправиться в Денвер, родной город Дина, где остаётся непродолжительное время с его друзьями. Снявшись с места, он перемещается в Сан-Франциско к своему другу по колледжу Реми Бонкёру (Генри Крю), а затем — в Лос-Анджелес, где всерьёз увлекается мексиканкой по имени Терри (Беа Франко), с которой в скором времени и уезжает на её ферму, где занимается сбором хлопка на плантации.
Во второй части романа, разворачивающейся год спустя, Мориарти приезжает к Парадайзу, и друзья снова отправляются в путешествие. Вместе с общим другом Эдом Данкелем (Ал Хинкль) они едут в Новый Орлеан, где решают некоторое время пожить у старого друга Сала, Старого буйвола Ли (Уильям Берроуз). Расставшись с Ли, они перебираются обратно в Сан-Франциско, где у новой жены Дина Камиллы (Кэролин Кэссиди) рождаются двое детей.
В третьей части книги Сал навещает Дина и вытаскивает его из рутины семейной жизни обратно на дорогу. Друзья путешествуют в Нью-Йорк, там Мориарти снова женится — на этот раз на девушке по имени Инесс (Диана Хансен), которая вскоре рожает от него ребёнка.
В четвёртой части два неразлучных товарища снова отправляются в путь, конечным пунктом маршрута выбрав Денвер. В городе они, вместе со Стэном Шепардом (Фрэнк Джеффрис), решаются отправиться в Мексику. По пути они употребляют наркотики, пользуются услугами местных проституток, и в итоге Парадайз заболевает дизентерией. Мориарти бросает друга одного и возвращается к своей жене, Инесс. «История путешествия Нила и Джека (как и их героев Дина и Сэла) закончилась довольно грустно: Кэссиди бросил Керуака, больного дизентерией, в Мексике. Вернувшись в Нью-Йорк, Джек записал „На дороге“».
В заключительной, пятой части книги Парадайз наконец-то находит истинную любовь — девушку по имени Лаура (Джоан Хаверти). Однако в его жизни опять появляется Мориарти и пытается сорвать его в путь, но Сал отпускает его в путешествие в одиночестве. Роман заканчивается пространным выражением признательности главного героя Дину Мориарти.

### Основные персонажи

Джек Керуак (справа) и Нил Кэссиди — прототипы главных героев романа

- Сал Парадайз[англ.] — главный герой книги. Является литературным alter ego самого писателя.

Протагонист романа и рассказчик, бедный писатель 1940-х годов, Сал Парадайз, по мнению известного исследователя творчества битников Энн Чартерс, — типичный искатель американской мечты. Как и Мориарти, Парадайз изображён Керуаком в виде молодого бунтаря — он не имеет отца и находится в собственном поиске направления в жизни и личного спасения.
- Дин Мориарти — второй по значимости персонаж романа, списанный Керуаком со своего близкого друга, Нила Кэссиди.

Журналист «Частного Корреспондента» Владимир Павловец так описывал его: «Был прижизненно мифологизирован романами Керуака и стал главной легендой бит-поколения, сияющей в ореоле лёгкой романтической криминальности. Кэссиди угонял автомобили с 14 лет, из-за чего всю юность промыкался по исправительным учреждениям. Керуак оправдывал девиантное поведение друга метафизической любовью к жизни вообще и американским дорогам в частности».
Тот факт, что Мориарти не является строго биографичным изображением Кэссиди, упоминал и другой критик, отмечая, что Керуак «стремился отобразить своего чарующе недоразвитого друга Нила Кэссиди неким современным эквивалентом легендарных героев Дикого Запада — Джима Бриджера, Пекоса Билла и Джесси Джеймса».
- Карло Маркс — близкий друг Сала и Дина. Списан с поэта Аллена Гинзберга.
- Тётя Сала (имя в романе не упоминается) — Габриэль Керуак (англ. Gabrielle Kerouac), у которой автор жил в описываемое в книге время.
- Старый буйвол Ли и Джейн — приятели Сала, которых герои несколько раз навещают. Данные персонажи — писатель Уильям Берроуз и его жена, Джоан Воллмер.
- Ролло Греб — один из многочисленных друзей Сала. Прототипом для данного персонажа послужил поэт Алан Ансен.
- Дамион — нью-йоркский приятель Сала. Списан с поэта Люсьена Карра.
- Камилла — жена Дина Мориарти; в реальности — Кэролин Кэссиди[англ.].
- Чад Кинг — друг Сала. Прототипом для Кинга послужил друг Керуака по Колумбийскому университету Хал Чейз (англ. Hal Chase).
- Реми Бонкёр — товарищ главного героя из Сан-Франциско. В реальности Бонкёр — Генри Крю (англ. Henry Cru), близкий друг Керуака по школе «Хорас Манн»[англ.], в которой они оба учились.
- Терри — одна из любовниц Парадайза. Персонаж был списан с одной из действительных пассий писателя, Беа Франко (англ. Bea Franco).
- Инесс — подруга Мориарти. За основу её персонажа была взята третья жена Кэссиди, Диана Хансен (англ. Diana Hansen).
- Хал Хингэм — знакомый Сала из Тусона. Основа для персонажа — писатель Алан Харрингтон (англ. Alan Harrington).
- Лаура — любовница Парадайза. В реальности — Джоан Хаверти (англ. Joan Haverty), близкая подруга Керуака.
- Мэрилу — жена Дина Мориарти. Прототипом для Мэрилу послужила Луан Хендерсон (англ. Luanne Henderson), жена Кэссиди.
- Эд и Галатея Данкель — близкие друзья Мориарти. Списаны с Ала Хинкля (англ. Al Hinkle) и его жены Хелен (англ. Helen Hinkle).
- Том Снарк — денверский приятель Мориарти. Прототип Снарка — друг Кэссиди Джим Холмс (англ. Jim Holmes).
- Том Сэйбрук — друг Дина и Сала. Списан с писателя и поэта Джона Холмса.
- Элмер Хассел — аналогично двум вышеупомянутым. За прообраз Хассела был взят Герберт Ханке, активист, писатель и поэт бит-поколения.
- Стэн Шепард — поклонник творчества Парадайза. Под данным псевдонимом в романе представлен Фрэнк Джеффрис (англ. Frank Jeffries), денверский приятель Керуака.
- Декстер Гордон — товарищ Дина, списан с Жене Пиппина (англ. Gene Pippin).
- Роланд Мэйджор — ещё один денверский приятель Мориарти. Прототип — Аллан Темко[англ.], архитектор и писатель, обладатель Пулитцеровской премии.
- Рой и Дороти Джонсон — аналогично вышеупомянутому. В реальности — Бил и Хелена Томсоны (англ. Bill and Helena Tomson).
- Эд Уолл — друг Мориарти из города Стерлинг[англ.] в штате Иллинойс. Списан с Эда Ула (англ. Ed Uhl)[27].

## Художественные особенности
Керуак искренне верил, что настоящее искусство может появиться лишь тогда, когда оно черпается напрямую из опыта. Технику письма по данному канону он назвал «спонтанной\импровизационной прозой», уподобляя её джазовой музыке и подразумевая, что процесс письма не должен быть полностью осознаваемым действием, а должен направляться исключительно потоком впечатлений от происходящего вокруг. Позже, в статьях «Основные принципы импровизационной прозы» и «Вера в технические приёмы в современной прозе», автор выработает девять принципов и тридцать технических приёмов письма. История происхождения выработанного Керуаком метода гласит, что «спонтанная проза» появилась в тот момент, когда писатель получил от Кэссиди знаменитое сорокастраничное письмо без единого знака препинания.
Писатель декларировал: «Никаких точек, разделяющих предложения, и без того произвольно пронизанные ложными двоеточиями и робкими, к тому же бесполезными запятыми — лишь энергичные тире, отделяющие риторическое дыхание». Трумен Капоте весьма критически отнёсся к методу работы Керуака; новеллист заявил: «Это печатание, а не писательство».
Более поздние критики труда писателя, впрочем, отмечают, что «спонтанная проза» окончательно сформировалась значительно позже, а манеру, в которой был написан роман «В дороге», скорее можно назвать её предтечей.
Во время ожесточённых нападок со стороны литературных обозревателей данный метод письма станет одним из пунктов, по которым роман будет подвергаться критике; Джон Чиарди напишет:
По его собственному описанию, свои романы Джек обычно пишет следующим образом: вставляет рулон писчей бумаги в машинку и барабанит по клавишам, пока не набежит метра три текста в день. И ничего с этим не поделаешь, потому как «что бы ты ни пытался уничтожить… это всегда будет самым интересным для твоего доктора».
Эта характерная для Керуака фраза как нельзя лучше отражает болезненную самовлюблённость, которой пропитано всё творчество битников. Их нарциссизм прямо заявляет: «Это важно, потому что имеет священное значение для меня». Отсюда вытекает, что все до единого личные переживания должны быть запротоколированы, ибо предполагается, что текстовый вариант душевных терзаний будет интересен каждому читателю <…> Простите, мальчики: я нахожу всё это выпендрёжем без вдохновения, слишком изощрённым, чтобы быть непосредственным, и ко всему прочему ещё и занудным.
Оригинальный текст (англ.)His method of composition, as he himself has described it, is to put a roll of paper in the typewriter and to bang out eight or ten feet a day. Nothing must be changed because «whatever you try to delete… that’s what’s most interesting to a doctor.»

I take Kerouac’s particular phrasing of that point as symptomatic of a narcissistic sickliness in all Beat writing. "This is important, " it says, " because it happened to sacred me. The object seems to be to document one’s own psyche on the assumption that every reader will find it as interesting as your psychiatrist does. Sorry, boys: I find it zany without illumination, precious rather than personal, and just plain dull.
— Джон Чиарди, «Угасшим битникам посвящается»
Омар Шварц (англ. Omar Swartz), автор исследовательского труда по книге «В дороге» под заглавием The view from On the road, отмечает, что базовая тема романа — свобода. Стиль, названный Керуаком «спонтанной прозой», смоделирован на основе джазовой музыки, утверждает писатель. Аналогичного мнения о «джазовой основе» романа придерживается и Теадо, называя музыку «бьющимся сердцем книги».
Биограф Керуака Джеральд Никосиа отмечал, что роман буквально пропитан искренней и непосредственной религиозностью его автора:
«В дороге» — это гимн человеческому братству… Дин многократно представляется в образе Бога, дьявола, Христа, ангела, святого, пророка, Сал также уподобляется Христу. Мексиканская девчонка на обочине дороге — Дева Богородица. И это всё отнюдь не притянуто за уши, Керуак таким образом разделывается с затверженной догмой, будто священник или пастор является монопольным распорядителем священных таинств, и возвращает религию всей массе людей.
Оригинальный текст (англ.)"On the Road" is a paean to the brotherhood of man... Dean is variously represented as God, the devil, Christ, an angel, a saint, a prophet. Sal himself becomes a Christ figure. A Mexican girl along the road is the Virgin Mother. Far from being irreverent, Kerouac is demolishing the hidebound belief that holy mysteries are the sole property of a priest or pastor, and is returning religion to the mass of people.
— Джеральд Никосиа, «Memory Babe, A Critical Biography of Jack Kerouac»
В романе Керуак объясняет, что дорога является самой жизнью. В мире писателя дорога уводит от символической смерти в городской черте — мира работы, брака и школы. Мориарти выводится в книге пророком, поскольку он может открыть настоящую метафизическую значимость дороги; Парадайз комментирует здесь: «Дин отлично подходит для дороги, поскольку он был на ней рождён, когда его родители ехали сквозь Солт-Лейк-Сити на своей развалюхе в 1926-м, держа путь в Лос-Анджелес». Дорога уводит Керуака прочь от духовной бедности, присущей традиционному американскому быту, утверждает Шварц; именно дорога становится символом богатства и потенциала Америки. Дин, саморазрушитель и святой, становится воплощением инаковости, разрывающей традиционную ткань общества, выводящего индивидуума на новый уровень существования. Даже сама подчёркнутая сексуальность этого персонажа, по мнению Шварца, имеет свой смысл — это протест и вызов устоявшимся нормам, ломка их и поиск себя. Если Сал, альтер эго автора, и далее блуждал бы в кругу повседневности, добиваясь для себя мелких побед и уступок, ничего не меняющих в окружающей его реальности, Дин есть его гуру, духовный учитель, превращающий асфальтовую дорогу в духовный поиск.
Стиль книги, замечает Шварц, определяется стиранием границ между сущностью вещей и непосредственно переживаемым опытом. Писательская манера Керуака высвобождает целый поток сознания, изливающийся на бумагу, наполненный воспоминаниями, медитациями и всяческими ассоциациями. Другой исследователь творчества писателя отмечает, что Керуак сочетает традиционный нарратив дорожного путешествия с обильной детализацией, присущей работам Уолта Уитмена, и звучными ритмами в стиле Томаса Вулфа. По мнению критика, Керуак своим романом сотворил прототип целого жанра, развивать который предстояло другим авторам в течение последующих десятилетий. Влияние романа на творчество ряда последователей Керуака подтверждают и некоторые другие критики.

## Отзывы критики и современный статус романа
В течение семи лет рукопись романа отвергалась издателями — её считали недостаточно литературной и неудачно структурированной. Со злобой многие критики нападали на книгу ещё до её публикации. В одном из ранних критических отзывов на произведение выдвигалось предположение, что Керуак не мог обладать талантом, чтобы написать подобное — и, по мнению рецензента, бо́льшая часть работы была проделана его издателем. В момент, когда роман был опубликован, многие критики рассматривали битничество как феномен преходящий и работу Керуака отказывались воспринимать всерьёз. Один из немногих положительных обзоров книги был представлен газетой The New York Times, в то время как подавляющее большинство остальных были негативные. Обозреватель газеты писал: «Эта книга — наиболее искусное, незамутнённое и значительное высказывание того поколения, которое сам Керуак назвал разбитым и первейшим воплощением которого выступает». Именно рецензия в этом издании стала первым шагом Керуака к известности.

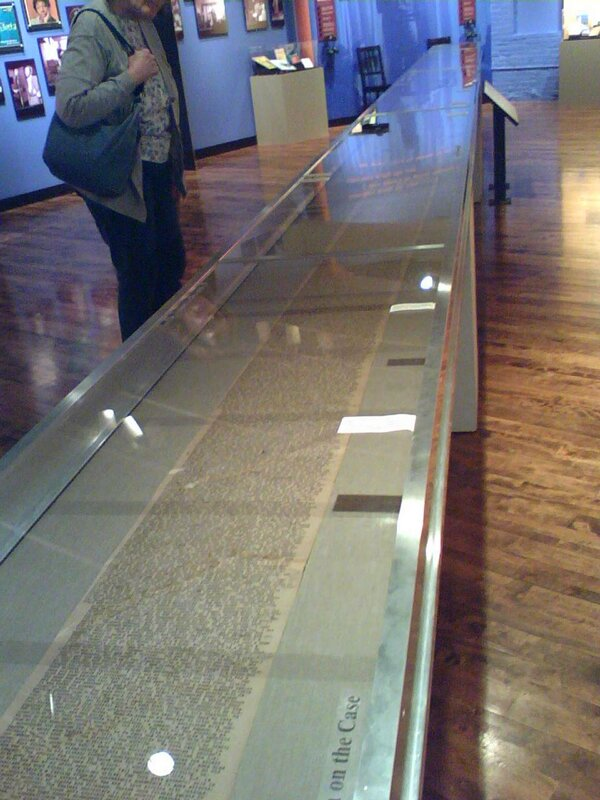
«Свиток» с произведением на выставке в музее в 2007 году

Несмотря на разноголосицу отзывов, книга быстро стала бестселлером, а сам Керуак — знаменитостью; роман стал «библией» бит-поколения. Внезапная слава пришлась Керуаку не по душе. Джон Холмс, комментируя популярность романа, говорил: «Большинство книг — это то, что в них написано. Это можно выразить словами „я хочу прочитать эту книгу“. Но с выпуском „В дороге“ всё обстояло иначе. Дело было не в книге, а в человеке — „Я хочу узнать его“».
Интересно и то, что несмотря на фантастические продажи романа нападки со стороны критиков не прекращались — они высмеивали идеи Керуака, насмешкам подвергся и сам автор. Известный американский критик Норман Подхорец писал:
Роман «В дороге» расходится настолько бойко, что за несколько недель продаж попал в список бестселлеров. Понять причины такого успеха вовсе не сложно. Дело в том, что американцы больше всего обожают типичные произведения. А что может быть интереснее в наш «великий век социологии», чем роман, в котором повествуется о «молодёжном поколении»? (Керуаку великодушно простили, что ему было тридцать пять или около того, когда он его писал.) <…> На первый взгляд, богемная жизнь, представленная в романе «В дороге», кажется весьма привлекательной. Перед нами несколько горячих молодых парней. Они колесят по стране <…> заезжая на «дикие» вечеринки <…> Живут они на сущие гроши <…> Зато вовсю рассуждают о любви, Боге и спасении <…> занимаются сексом с красивыми девчонками, не давая им никаких обещаний <…> Очень примитивно, очень непосредственно, очень элементарно и вполне в духе битников. <…> Сущая правда заключается в том, что примитивизм битников служит, в первую очередь, прикрытием их антиинтеллектуализма. <…> Керуаку и друзьям нравится думать о себе как об интеллектуалах. <…> Но назвать Керуака интеллектуалом значит прибегнуть к какому-то новоязу.
— Норман Подхорец, «Богемные невежды»
Многими современными критиками «В дороге» рассматривается в качестве лучшей работы Джека Керуака. Долгое время оригинал рукописи хранился в Публичной библиотеке Нью-Йорка и несколько раз демонстрировался публике. В 2001 году в ходе аукциона «свиток» был продан за наибольшую на тот момент сумму, когда-либо выплаченную за оригинал литературного произведения. Покупку совершил американский бизнесмен Джим Эрсей, владелец клуба «Индианаполис Колтс», заплатив за рукопись 2,43 миллиона долларов США.
В январе 2009 «свиток» с текстом романа был выставлен на обозрение в Художественном институте Барбера в Великобритании.
Литературный критик и историк Харольд Блум, преподаватель Йельского университета, отмечает, что «В дороге» — это нечто большее, чем «безумное, сумасшедшее и яростное объятие» разбитой жизни; Блум утверждает, что влияние романа на бит-поколение проявилось в критическом отношении Керуака к нему, выраженном на страницах книги. В 2007 году, в честь пятидесятилетия выпуска романа, в статье The New York Times, посвящённой данному событию, было приведено множество хвалебных откликов рецензентов.
Роман включён в списки «100 лучших англоязычных романов с 1923 по 2005 год» по версии Time (без указания места), «100 книг века» по версии Le Monde (67 место), «200 лучших книг» по версии BBC (90 место), «100 лучших романов» по версии Новейшей библиотеки (55 место редакторской версии и 42 — читательской) и «100 величайших романов всех времён» по версии The Observer (68 место).
Во время своего выступления в университете штата Колорадо, к двадцать пятой годовщине романа, Уильям Берроуз произнёс:
Разбитое движение было всеохватывающей литературной, культурной и социологической манифестацией, большей, чем вся политика… Разбитое движение было очень большим рассказом. Однажды начавшись, оно пережило момент своей личной, внутренней жизни, а умерев, оказало огромное влияние на внешний мир. В результате, интеллектуальные консерваторы в Америке увидели в лице битников серьёзную угрозу своему положению ещё до того, как «разбитые» писатели сами осознали это… Угроза эта, как они говорили, была для Америки более серьёзной, чем коммунисты… Отчуждение, нетерпеливость, разочарованность уже были, они только ждали того момента, когда Керуак укажет НА ДОРОГУ…
— Уильям Берроуз

## Легенды, связанные с созданием
Матт Теадо, посвятивший отдельную работу позднейшим мифам и легендам, окружающим роман и его автора, перечисляет основные из них, зачастую преподносимые критиками под видом непреложных фактов: Керуак якобы писал роман под воздействием наркотиков, в течение трёх недель взбадривая себя бензедрином; роман был написан на телетайпной ленте; в его тексте нет ни единого знака препинания; Керуак будто бы отказался от публикации, так как его издатель Жиро настаивал на исправлениях; наконец, якобы содержание рулона и окончательный опубликованный вариант резко различаются.
На самом деле, эти легенды, как часто бывает, соответствуют реальности лишь отчасти. Путаницу в вопрос о бумаге внёс сам Керуак во время своего выступления в «Шоу Стива Аллена» (16 ноября 1959 г.), где ему предстояло читать свой роман. Услышав, что ему нравится бумага для телетайпа, многие зрители и журналисты сделали скоропалительный вывод, что роман «В дороге» был на ней написан, и, более того, рулон был украден его другом, Люсьеном Карром, у себя на работе. Действительно, большую часть времени автор работал на чердаке в доме своего друга, Люсьена Карра. Собака хозяина тоже внесла лепту в создание «великого американского романа», отъев часть страницы под номером 301, где описывались приключения героев в Мексике. Но бумага, о которой идёт речь, по всей видимости, принадлежала другу четы Керуаков, Биллу Каннастра, попавшему под колёса поезда метро в октябре 1950 года. Рулон сохранился и представляет собой типичную для того времени бумагу для рисования. Она была слишком широкой для машинки, и Керуак по ходу дела обрезал её ножницами; по краям листов остались его карандашные отметки и отпечатки пальцев — непослушную тонкую бумагу приходилось выправлять, так как при печати она порой сбивалась вправо. В эссе «Revisions of Kerouac: The Long, Strange Trip of the On the Road Typesripts» Мэтт Теадо (англ. Matt Theado) сообщает, что на самом деле Керуак напечатал свой роман на нескольких больших листах бумаги, а только потом листы были соединены в рулон. По утверждению Теадо, свиток состоит из восьми частей различной длины — от 11,8 до 16,10 футов каждый. В интервью газете «Нью-Йорк Пост» Керуак вспоминал: «Я написал „В дороге“ на рулоне бумаги для рисования … Там не было деления на абзацы, всё напечатано через один интервал — один большой абзац». Это интервью, точнее, вкравшаяся в него ошибка, привело к рождению ещё одного мифа: якобы редакторы издательства «Викинг» подчистили и выхолостили роман, исправив грубую и полнокровную прозу Керуака по своему собственному вкусу. На деле, по свидетельству Матта Теадо, вариант, отданный в набор, содержит и точки, и запятые, и написан на грамотном английском языке. Недопонимание случилось потому, что в газете интервью было опубликовано с сокращениями. В полном виде процитированный отрывок продолжался так: «Мне пришлось перепечатывать заново, чтобы книгу смогли опубликовать».
Ряд критиков отмечает, что в период «трёхнедельного марафона» Керуак активно экспериментировал с наркотиками: мало спал, печатал практически непрерывно, «подгоняя» себя бензедрином. Впрочем, согласно другим источникам, ничего крепче кофе писатель не употреблял. Сам Керуак прямо утверждал: «Эта книжка написана с помощью КОФЕ… затверди себе раз и навсегда, бенни, чай, вообще всё, что мне только известно, даже близко не сравнится с кофе, когда нужно как следует напрячь мозги».
Поэт Дональд Холл утверждал, что издатель Жиро якобы заметил, что «даже если роман написан под диктовку Святого Духа, это не отменяет необходимости вычитки и правки», на что автор будто бы ответил, что не исправит не единого слова, и театрально хлопнул дверью. На деле, если верить самому Керуаку: «Рукопись романа завернули на том основании, что она не понравилась менеджеру по продажам, с которым тогда был связан мой издатель. Зато редактор, человек умный и понятливый, сказал мне: „Джек, твой роман — это чистый Достоевский. Но что я могу сейчас сделать?“ Книга была преждевременной». Другая версия, однако, гласит, что первая реакция редактора была несколько иная: «Ну и как, к чёртовой матери, наборщик будет с этим работать?».

## Влияние на бит-поколение
К концу 1940-х годов, когда бит-поколение ещё только формировалось, социальный пласт, которому суждено было стать его основой, назывался «хипстерами». В массе своей это были люмпены, афроамериканские популяризаторы бибоп-джаза. Сам Керуак описывал их так: 
К 1948 году хипстеры, или битстеры, разделились на две группы — на «спокойных» (cool) и «пылких» (hot). В наши дни неправильное понимание хипстеров и «поколения битников» по большей части проистекает из того, что в поведении хипстеров существует два разных стиля. «Спокойный» хипстер — это бородатый молчаливый мудрец, по-другому — schlerm. Он сидит перед едва пригубленным пивом в каком-нибудь месте, где привыкли собираться битники. Речь у него замедленная, и говорит он недружелюбным тоном. <…> Сегодняшний «пылкий» хипстер представляет собой сдвинутого, бесперебойно говорящего психа с сияющими глазами <...> Большинство творческих личностей, имеющих отношение к «поколению битников», принадлежат ко второму типу «хипстеров», то есть к «пылким».
— Джек Керуак, «Истоки „Разбитого поколения“»
Выпуск романа стал логическим продолжением дела, начатого 7 октября 1955 года группой поэтов (включая и Керуака) — Ф. Ламантией, Г. Снайдером, Ф. Уэйленом, А. Гинзбергом, на известных чтениях в Галерее Шесть в районе Сан-Франциско под названием Норт-Бич. Это событие стало, по сути, первым и важнейшим манифестом зарождающегося поколения. Вслед за ним последовал громкий успех «Вопля» и, на волне повышенного интереса к «разбитым», романа «В дороге».
В статье «Истоки „разбитого поколения“» Керуак отмечает, что с ростом популярности термина «битник» (который был впервые предложен в 1948 году, а пика популярности достиг десятилетие спустя) и выходом в свет романа «В дороге» «лёд тронулся по-настоящему, движение начало набирать невиданные обороты, хипстеры множились, как грибы после дождя <…> О „поколении битников“ кричали на всех углах. <…> Народ стал называть себя по-всякому: и битниками, и джазниками (англ. jazznicks), и бопниками (англ. bopniks, производное от бибопа), и одержимыми (англ. bugniks)». Впоследствии Керуак, а также его коллеги по перу Гинзберг и Берроуз составили костяк поколения, которое с лёгкой руки автора «В дороге» получило название «разбитого», объединив в группу близких друзей или даже любовников, совместно корпевших над прозой, поэзией и культурным сознанием своих современников.
Говоря о популярности романа, первый биограф Керуака, знаменитая исследовательница феномена бит-поколения Энн Чартерс пишет: «Он создал книгу, которая предрекла изменения в самосознании страны»; журналист The Guardian прибавляет: «Керуак написал произведение, ставшее духом времени — Zeitgeist, помогшее определить курс того, что станет „культурой молодых“ спустя пару десятилетий». Уильям Берроуз же отмечал, что литературное поколение битников подоспело как раз вовремя, чтобы сказать то, что миллионы людей во всём мире хотели услышать, — отчуждённость, нетерпение, недовольство были уже тут как тут и ждали, пока Керуак укажет им на дорогу.

## Роман в России
Первый русский перевод романа, за авторством Веры Ефановой, увидел свет в 1960 году в журнале «Иностранная литература». Роман, впрочем, был представлен не целиком, а только тремя фрагментами, получившими названия «Мексиканочка», «Джаз разбитого поколения» и «По горам и долам Вселенной».
Последний отрывок был позднее включён в сборник американской прозы «Гон спозаранку».
Переложение книги на русский язык Виктора Когана, получившее в настоящее время наибольшее распространение, появилось только в середине 1990-х. Виктория Шохина охарактеризовала этот перевод как «добросовестный и точный», а единственным огрехом назвала выбранный Коганом вариант названия — «В дороге» в противовес более удачному, по мнению Шохиной, «На дороге». Сам Коган в 1998 году назвал перевод Керуака своей лучшей работой; о названии «На дороге» он отозвался в 2015 году словом «буллшит».
Ещё один перевод романа принадлежит Максиму Немцову. В. Шохина отозвалась о нём, как о «странном, но более энергичном, чем предыдущие два».
Последний, на сегодняшний день, перевод романа выполнен Андреем Щетниковым. Все российские переводы соответствуют «стандартному» изданию книги — с рядом вырезанных сцен и именами, заменёнными на псевдонимы.
Некоторые российские критики сравнивали Керуака с русским писателем Венедиктом Ерофеевым, находя параллели между романом «В дороге» и поэмой «Москва — Петушки». В эссе «Русская литература и постмодернизм» Сергей Рейнгольд пишет: «Произведения каждого организует тема дороги. Со случайными попутчиками герой ведёт вольные разговоры, их объединяет постоянная выпивка. Конечная цель дороги условно-розовая: Петушки у Ерофеева, у Керуака — Западное побережье США, Мексика или Перу». Литературовед Марк Липовецкий также отмечает общую схожесть русской литературной традиции с «подобными художественными образованиями в современной Ерофееву западной литературе», упоминая, в частности, Керуака и Кена Кизи. Галина Ермошина сравнивает «В дороге» с книгой «Серпантин» Александра Мильштейна, отмечая: «Только персонажи Керуака путешествуют в никуда, пытаясь обрести свободу от мира, а герои Мильштейна не выдерживают той свободы, которая у них есть».
«Спонтанную прозу» — технику, при помощи которой Керуак создавал свой роман, уподобляясь джазовым музыкантам, — положительно восприняли некоторые российские рецензенты книги. «Бессмысленным побегом» от буржуазного опыта, пуританства, ханжества и традиций цивилизации потребления назвали «В дороге» Ярослав Могутин и Александр Шаталов.

## Издания
Первое американское издание:
- Kerouac, Jack. On the Road. — Viking Press, 1957. — 310 p. — ISBN 9780670525126.

C 1957 по 2011 годы книга неоднократно переиздавалась в основном двумя компаниями — Viking Press и Penguin Books. Примечателен тот факт, что в 1957 году из романа было вырезано несколько сцен, описывающих приём наркотиков и гомосексуальные отношения, — в полном варианте без цензуры книга была выпущена только в 2007 году в виде юбилейного издания — «On the Road: 50th Anniversary Edition». Данное издание также отличается от «стандартного» тем, что имена персонажей были заменены на реальные; работу по восстановлению «исторической справедливости» проводил английский новеллист и профессор Говард Каннелл (англ. Howard Cunnell).
В 2011 году издательством Penguin Books была представлена версия романа, адаптированная для интернет-планшета iPad. Главной особенностью данного издания являются подсвеченные ссылки на имена персонажей книги, дающие развёрнутую информацию о реальных людях, с которых они были списаны. В дополнение к этому книга включила в себя карты путешествий, описанных в романе, и видеофрагменты, тематически связанные с произведением, — интервью с Лоуренсом Ферлингетти и Кэролин Кэссиди. Также в издание вошла справочная информация об издании книги, в состав которой вошли письма Керуака к своим друзьям и близким. Текст в данной версии представлен оригинальным материалом 1957 года. Издание также включило ряд эксклюзивных фотографий, видео Керуака, читающего отрывки из романа, дневниковые записи автора, сделанные им во время путешествия, слайд-шоу обложек книги (международные издания за последние годы) и критические отзывы на книгу.
В 2020 году независимое издательство Чтиво (Санкт-Петербург) выпустило новый, поэтический перевод книги с сохранением исходных ритма и поэтики автора. Перевод выполнил поэт и специалист по зарубежной поэзии Андрей Щетников. Предисловие к новому изданию написал музыкальный критик Артемий Троицкий.
Издания на русском языке:
- Джек Керуак. Избранная проза. В двух томах. Том 1. В дороге. — AirLand, 1995. — 400 с. ISBN 5-28030-028-2, ISBN 5-8230-028-2 (ошибоч.)
- В дороге. — Амфора, 2000. — 384 с. — (Новая коллекция). — 6000 экз. — ISBN 5-8301-0090-8.
- На дороге. Мэгги Кэссиди. Эссе. — Просодия, 2002. — 608 с. — (Джек Керуак. Собрание сочинений). — 20 000 экз. — ISBN 5-8358-0004-5.
- В дороге. — Азбука-классика, 2003. — 384 с. — (Bibliotheca stylorum). — 4000 экз. — ISBN 5-352-00466-X.
- В дороге. — Азбука-классика, 2006. — 384 с. — (Азбука-классика (pocket-book)). — 7000 экз. — ISBN 5-352-01850-4.
- В дороге. — Азбука, Азбука-Аттикус, 2010. — 352 с. — 5000 экз. — ISBN 978-5-389-01250-9.
- В дороге. — Азбука, Азбука-Аттикус, 2011. — 384 с. — (Азбука-классика (pocket-book)). — 5000 экз. — ISBN 978-5-389-02111-2.
- В дороге. — Чтиво, 2020. — 528 c. — 300 экз. + цифровое издание — ISBN 978-5-9905238-4-5.[81]

## Экранизация
Киноадаптация книги была задумана ещё в 1957 году самим Джеком Керуаком. По его замыслу, главную роль в фильме, роль Дина Мориарти, должен был исполнить Марлон Брандо. Керуак написал актёру письмо, однако ответа так и не получил. Через некоторое время компания Warner Bros. предложила 110 000 долларов за права на экранизацию, но агент Керуака, Стерлинг Лорд (англ. Sterling Lord), ответил отказом. Лорд надеялся выручить на сорок тысяч больше от сделки с Paramount Pictures, однако и на этот раз стороны не смогли договориться.
Права на экранизацию были приобретены в 1979 году Фрэнсисом Фордом Копполой.
За последующие десятилетия было несколько попыток написать сценарий, однако ни один из вариантов не устраивал режиссёра. Так, в 1995 году проект, казалось, сдвинулся с «мёртвой точки»: приняли решение сделать фильм чёрно-белым, а в качестве соавтора пригласили Гинзберга — и вновь проект провалился. Очередная попытка приступить к съёмкам в 2001 году также сорвалась.
В 2004 году Коппола посмотрел фильм бразильца Вальтера Саллеса «Че Гевара: Дневники мотоциклиста» и немедленно предложил Саллесу занять режиссёрское кресло.
Съёмки начались 4 августа 2010 года в Монреале; в фильме с бюджетом в 25 миллионов долларов США главные роли исполнили Сэм Райли (Парадайз) и Гаррет Хедлунд (Мориарти).
Также в актёрском составе: Вигго Мортенсен (Старый буйвол Ли), Эми Адамс (Джейн), Кирстен Данст (Камилла) и Кристен Стюарт (Мэрилу).
В мае 2012 года фильм дебютировал в конкурсной программе Каннского кинофестиваля. Получив смешанные оценки критиков, до конца года он вышел на киноэкраны большинства стран, где должен был появиться. Ограниченный прокат в США стартовал 21 декабря 2012 года.

## Комментарии
1. ↑  Настрой, процесс, метод, свобода действий, прерывание процесса, расчёт времени, средоточие интереса, структура работы и психическое состояние.
2. ↑  Подхорец здесь ошибается — Керуаку было 29 лет.
3. ↑  Жаргонное название бензедрина.